# 35462 Maramkaire
35462 Maramkaire è un asteroide della fascia principale. Scoperto nel 1998, presenta un'orbita caratterizzata da un semiasse maggiore pari a 2,6677725 au e da un'eccentricità di 0,0791049, inclinata di 7,36379° rispetto all'eclittica.